# Chiesa di San Pietro Apostolo (Zevio)
La chiesa di San Pietro Apostolo, talvolta indicata come pieve, è la parrocchiale di Zevio, in provincia e diocesi di Verona; fa parte del vicariato dell’Est Veronese, precisamente dell'Unità Pastorale Zevio.

## Storia
La chiesa di San Pietro è ricordata per la prima volta in un documento del 903 e risulta officiata da alcuni sacerdoti.
Altro documento, del 1134 (o 1135), ricorda l’arciprete Adelardo e i chierici della chiesa per la donazione di un terreno da parte di una Toscana, originaria del luogo.
Nella Bolla pontificia del 1145 di Papa Eugenio III, la Piae Postulatio Voluntatis, riguardante la diocesi veronese, attesta la presenza di una pieve a Zevio, a cui sono soggette alcune cappelle. Queste sono le chiese, future sedi parrocchiali, di Santa Maria di Zevio, dei Santi Andrea e Sofia in Albaro, di San Bartolomeo in Perzacco e di Santa Maria Maddalena in Raldon.
Il Vescovo di Verona Gian Matteo Giberti, nella sua visita pastorale, si recò a Zevio il 16 settembre 1526. Se non vi sono attestazioni riguardanti la chiesa di San Pietro, ve n’è una sul vicino oratorio di Santa Maria, contiguo alla pieve e praticamente distrutto.

Il presule invita ad ampliare l’oratorio ponendovi una campana e l’immagine della Vergine Maria e di Santa Toscana con altri santi conservata in San Pietro.
Luigi Lippomano, Vescovo di Verona, visiterà la chiesa il 28 ottobre 1553. Constata la presenza di otto altari, ma, secondo l’epigrafe che correva sul cornicione del presbiterio, riportata nel 1824 da Giambattista Da Persico, questo sarebbe stato rifatto, ampliando il precedente nel 1508.

Forse non fu un semplice ampliamento del presbiterio della chiesa romanica, ma una riedificazione dell’edificio.
Altra visita pastorale è quella del 10 maggio 1568, compiuta dal Vescovo Agostino Valier. Stavolta vengono citati gli altari della chiesa: quello maggiore e i laterali, dedicati a Santa Caterina, Sant’Antonio, alla Beata Vergine, a San Giovanni Battista, a Santo Stefano e a San Martino. 
Nel 1590 la chiesa fu consacrata dal Vescovo di Retimo Lelio Zanchi, su licenza del Vescovo Agostino Valier.
L’attuale edificio, riedificazione e ampliamento del precedente, risalirebbe ai lavori compiuti tra il 1836 e il 1840 su progetto dell’architetto Francesco Ronzani, anche se, nell’elenco delle sue opere, da lui redatto, non risulta.

La chiesa è stata anche attribuita a Bartolomeo Giuliari, che nel 1833 propose un progetto, con pronao rettilineo, per la facciata della chiesa.
La copertura è stata restaurata nella seconda metà del XX secolo e nel 2002, su progetto dell’architetto Giorgio Sala, che ha curato anche la tinteggiatura delle pareti interne.

## Descrizione

### Esterno
La facciata a capanna, neoclassica, rivolta a sud-ovest, presenta due coppie di lesene su alto zoccolo, con capitelli corinzi, che sostengono l’architrave, che a sua volta regge il timpano triangolare, con cornice a denti di sega, al cui interno è collocato un orologio. Sul vertice maggiore c’è una grande Croce metallica, mentre su quelli minori due vasi acroteriali.
Al centro della facciata, che è sopraelevata rispetto alla piazza, vi è il grande portale, accessibile tramite la scalinata, sormontato al centro da tre angeli che circondano l’occhio di Dio e chiuso da un timpano.
Sul portale sono raffigurati San Pietro, San Zeno e Santa Toscana, richiamando rispettivamente la parrocchia, la diocesi e il paese di Zevio.
Più in alto vi è una finestra a lunetta che introduce la luce naturale nell’edificio, la cui vetrata raffigura il Buon Pastore che consegna le chiavi a San Pietro e agli Apostoli l'incarico come guide dei fedeli.

### Interno

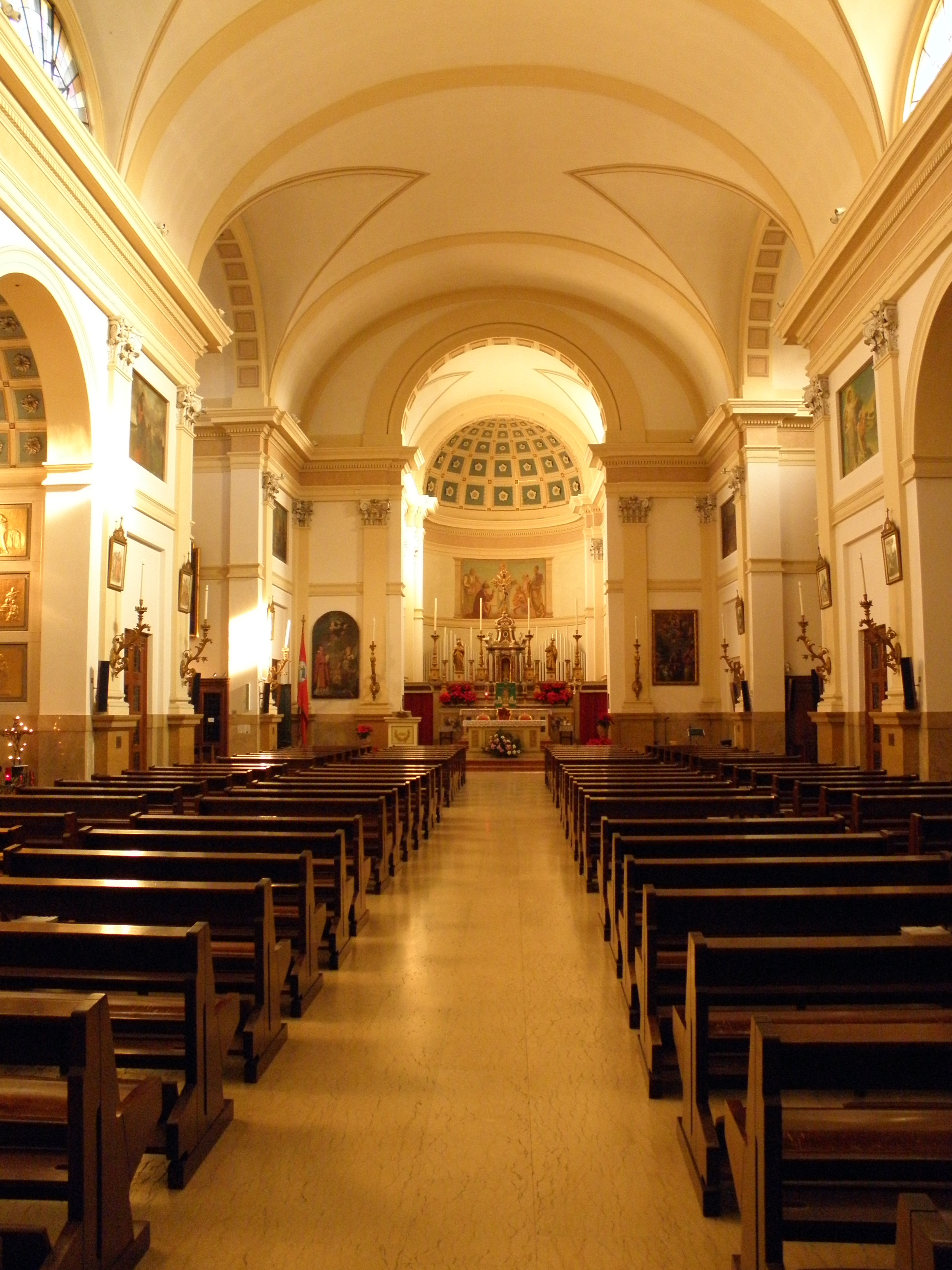
L’interno della chiesa verso il presbiterio.

L’interno della chiesa ha una pianta a croce latina, con un’unica navata, illuminata dalle finestre a lunetta poste in alto, sopra la trabeazione, che cinge l’intero perimetro interno, retta da lesene su alto basamento in marmo nembro giallo-rosato e capitelli corinzi.

Le pareti sono intonacate e tinteggiate, percorse da una cornice intermedia sopra la quale sono collocati otto dipinti raffiguranti episodi della vita di San Pietro.
La copertura dell’aula è costituita da una volta a botte ribassata, mentre il pavimento è in lastre di pietra calcarea bianca.

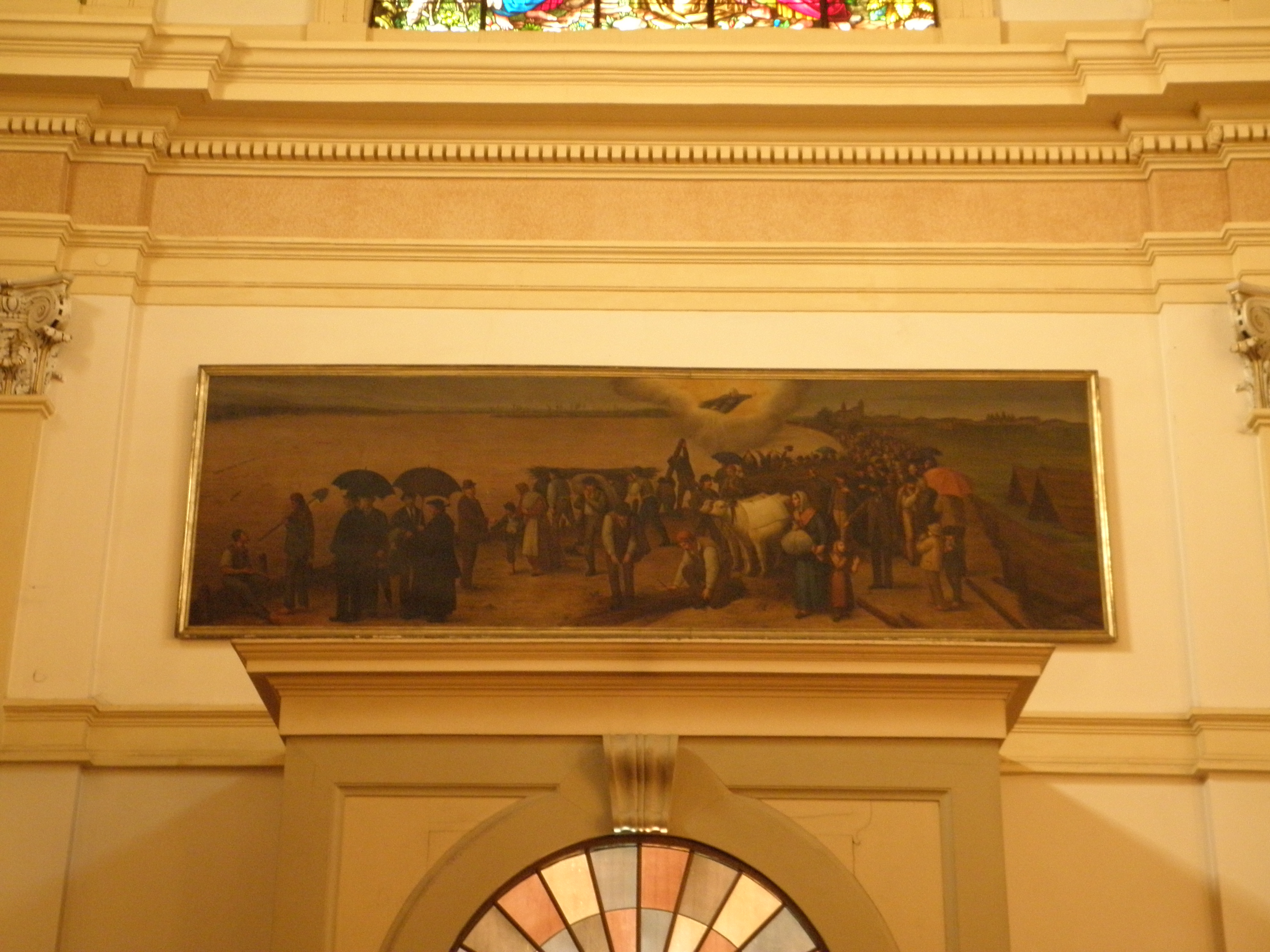
La tela in controfacciata.

In controfacciata vi è una grande tela che ricorda come il 20 settembre 1882 Santa Toscana abbia salvato Zevio dalla piena dell’Adige, con abitanti del luogo a riferire di aver visto la Santa splendente sulle acque.
Gli altari laterali sono quattro, due per lato, prospicienti tra di loro. Sul lato destro abbiamo gli altari dell’Addolorata e di Santa Toscana; sul lato sinistro quelli di Santo Stefano e della Madonna del Rosario.
Nel braccio destro del transetto, nel 1971, è stato collocato un nuovo fonte battesimale ottagonale in pietra bianca su basamento, anch'esso ottagonale, in marmo rosso Verona richiamante, con la sua elevazione di due gradini rispetto al pavimento, la Trinità.
 
Sul fonte vi è una scultura bronzea raffigurante il Battesimo di Gesù, dal cui basamento esce l'acqua corrente per il Battesimo.
Il presbiterio, di due gradini più alto rispetto alla navata (in marmo rosso Verona), di base quadrangolare e coperto da una volta a botte, ha un pavimento di quadrotte di pietra bianca in corsi diagonali, all’interno di un reticolo di maglie quadrate costituite da lastre di marmo rosso Verona.
Al centro del presbiterio è collocato l’altare maggiore, in marmi policromi, ha una mensa di fine fattura e un ciborio in marmi pregiati.

Con l'adeguamento liturgico conseguente al Concilio Vaticano II sono state rimosse le balaustre.
Sui lati del presbiterio vi sono due tele: a destra l’Incoronazione di Maria fra i Santi Rocco e Sebastiano di Pasquale Ottino; a sinistra la Vergine, San Domenico e San Giuseppe di Sante Creara.
Dietro l’altare maggiore vi è l’abside a base semicircolare. Il catino absidale presenta una decorazione policroma a cassettoni con rilievi in stucco.

In essa, agli inizi del secolo scorso, c’era ancora la tela con Maria, Pietro e Paolo e i Vescovi di Verona Dionigi e Procolo, forse di Domenico Brusasorzi.
Sul lato sinistro del presbiterio sono collocati la sacrestia, realizzata nel 1983 in un locale dove erano collocati i confessionali e la cappella feriale. Nella prima, nell’Ottocento, vi era una pala con Santa Toscana, attribuita a Felice Brusasorzi. Forse è la stessa tela che fino al 1978 era collocata nella chiesetta dedicata alla Santa zeviana presso il cimitero, ma oggi attribuita ad Alessandro Turchi detto l’Orbetto, che dal 1983 è collocata nell’altare della nuova cappella feriale, ricavata nella vecchia sacrestia.

#### L'organo
Nell’abside è collocato l’organo.

## Campanile e campane
Il concerto campanario presente oggi sulla torre è composto da 6 campane in REb3, montate veronese ed elettificate.

Questi i dati del concerto:
1 – REb3 – diametro 1326 mm - peso 1352 kg - fusa nel 1925 da Cavadini di Verona.
2 – MIb3 – diametro 1180 mm - peso 965 kg - fusa nel 1863 da Cavadini di Verona.
3 – FA3 – diametro 1053 mm – peso 668 kg - fusa nel 1886 da Cavadini di Verona.
4 – SOLb3 – diametro 980 mm – peso 520 kg - fusa nel 1855 da Cavadini di Verona.
5 – LAb3 – diametro 877 mm – peso 370 kg – fusa nel 1890 da Cavadini di Verona.
6 – SIb3 – diametro 784 mm – peso 276 kg – fusa nel 1931 da Cavadini di Verona.
Il suonatore di campane Pietro Sancassani scrisse che nel 1830 erano cinque campane, di cui una fuori concerto, mentre nel 1851 le rifecero dello stesso numero.
 
Dal ‘’Diario veronese’’ del suonatore di campane Luigi Gardoni si legge in data 23 marzo 1830 della fusione da parte di Pietro Cavadini del concerto di Zevio in RE3, composto da sei campane. Il successivo 3 aprile si dice che le prime campane del concerto di Zevio furono fatte insieme a quelle di Santo Stefano in Vicenza e di Villafora. Tutti questi bronzi vennero consacrati in Vescovado dal Vescovo di Verona Giuseppe Grasser.
Sempre dal Sancassani veniamo a sapere come nel 1904 le campane fossero ancora su un castello ligneo, mentre il 12 aprile 1931, con la squadra campanaria cittadina di Santo Stefano, inaugurò il concerto collocato su castello in ferro con l’aggiunta della sestina, il SIb3.